# Gamia
Gamia jest to proces łączenia się pierwotnych eukariotów (protistów) w komórki podwójne w celu zmniejszenia swojej liczebności. Gdy dochodziło do połączenia się jąder tych komórek, powstawały organizmy mające podwójną ilość materiału genetycznego i podwójny (czyli diploidalny) zestaw chromosomów.